# Ченстохова-Страдом
Ченстохова-Страдом (пол. Częstochowa Stradom) —  пассажирская и грузовая железнодорожная станция в Ченстохове, расположенная в дзельнице Страдом. Второй (после Ченстоховы особовой) железнодорожный вокзал города. Имеет  две платформы и три пути.
Станция была построена в 1911 году на ведущей к границе Германий линии Кельцы — Русские-Гербы с шириной русской колеи. Во время Первой мировой войны немцы перешили эту линию на 1435 мм и в результате она стала частью линии Кельце — Фосовске. Кроме того, на станции Ченстохова-Страдом начинается линия к главному вокзалу Ченстоховы, а также третья линия к станции Ченстохова-Товарная.
При вокзале есть небольшой бесплатный музей железнодорожного транспорта Польши.

## Главные маршруты
- Вроцлав-Главный через Ополе-Главный (EIC Premium, IC, TLK)
- Варшава-Восточная через Варшаву-Западную и Варшаву-Центральную (EIC Premium, TLK)
- Ченстохова главная (TLK, KSL)
- Люблинец (EIC Premium, IC, TLK, KSL)
- Познань-Главный через Ополе-Главный (IC)
- Щецин-Главный через Ополе-Главный (IC)
- Краков-Главный (IC)
- Жешув-Главный через Краков-Главный (IC)
- Пшемысль-Главный через  Краков-Главный (IC)
- Львов главный через Краков-Главный (IC)
- Закопане